# 宮川村 (茨城県)
宮川村（みやかわむら）は茨城県久慈郡にかつて存在した村である。

## 地理
- 現在の大子町の北部に位置する。
- 村の中央には久慈川が流れている。
- 八溝山地・阿武隈高地に位置し、村域のほとんどは山がちな地形になっている。
- 村は福島県との県境に位置する。

## 歴史
村名は下野宮村の宮と川山村の川を組み合わせて宮川村となった。

### 村域の変遷
- 1889年（明治22年）4月1日 - 町村制施行により、矢田村・川山村・冥賀村・高田村・下野宮村が合併し久慈郡宮川村が発足。
- 1955年（昭和30年）3月31日 - 宮川村は大子町・依上村・袋田村・佐原村・黒沢村・生瀬村・上小川村と下小川村の一部（西金・盛金の一部）とともに合併し大子町が発足。宮川村は消滅。

変遷表
| 1868年 以前 | 1868年 以前 | 明治22年 4月1日 | 昭和30年 3月31日 | 現在   |
| ----------- | ----------- | --------------- | ---------------- | ------ |
|             | 矢田村      | 宮川村          | 大子町           | 大子町 |
|             | 川山村      | 宮川村          | 大子町           | 大子町 |
|             | 冥賀村      | 宮川村          | 大子町           | 大子町 |
|             | 高田村      | 宮川村          | 大子町           | 大子町 |
|             | 下野宮村    | 宮川村          | 大子町           | 大子町 |

## 大字
- 矢田（やだ）
- 川山（かわやま）
- 冥賀（みょうが）
- 高田（たかだ）
- 下野宮（しものみや）

## 人口・世帯

### 人口
総数 [単位： 人]
| 1891年（明治24年） | 2,252 |
| 1914年（大正 3年） | 2,030 |
| 1920年（大正 9年） | 2,858 |
| 1935年（昭和10年） | 3,656 |
| 1950年（昭和25年） | 4,593 |

### 世帯
総数 [単位： 世帯]
| 1920年（大正 9年） | 582 |
| 1935年（昭和10年） | 683 |
| 1950年（昭和25年） | 893 |

## 交通

### 鉄道
- 日本国有鉄道（ → 東日本旅客鉄道）
  - ■水郡線
    - 下野宮駅